# Rita Rocks
Rita Rocks est une sitcom américaine en 40 épisodes de 22 minutes, créée par James Berg et Stan Zimmerman et diffusée entre le 20 octobre 2008 et le 7 décembre 2009 sur Lifetime.
En France, la série sera diffusée à partir du 17 avril 2010 sur Comédie !.

## Synopsis
Rita est une femme d'une quarantaine d'années, coincée entre un boulot qu'elle n'aime pas particulièrement, deux filles difficiles à gérer et un mari peu enthousiasmé par les tâches ménagères !
Après avoir retrouvé sa vieille guitare dans le garage, elle monte un groupe avec des voisins et une fois par semaine oublie tous ses tracas en jouant de la musique.
Dans la saison 2, elle tombe enceinte d'un petit garçon.

## Distribution
- Nicole Sullivan (VFB : Marie Gilbert) : Rita Clemens
- Tisha Campbell-Martin (VFB : Nathalie Stas) : Patty Mannix
- Richard Ruccolo (VFB : Michelangelo Marchese) : Jay Clemens
- Ian Gomez (VFB : Daniel Nicodème) : Owen Jankowski
- Kelly Gould (VFB : Aaricia Dubois) : Shannon Clemens
- Raviv Ullman (VFB : Alexandre Crépet) : Kip
- Natalie Dreyfuss (VFB : Micheline Tziamalis) : Hallie Clemens

- Version française
Société de doublage : Imagine[1]
Direction artistique : Raphaël Anciaux[1]
Adaptation des dialogues : Julie Girardot[1]

Source V. F. : Doublage Séries Database

## Épisodes

### Première saison (2008-2009)
1. Les Vertus du rock'n'roll (Pilot)
2. Mensonges, quand tu nous tiens (Lies, Lies, Lies, Yeah-Ah)
3. Petites Gaffes entre amis (You Gotta Have Friends)
4. Jalousie (Flirting with Disaster)
5. Les Listes de Jay (Mother's Little Helper)
6. Qui garde les enfants ? (Nobody Does it Better)
7. Petit Boulot (Take This Job and Shove It)
8. Les hommes ne pleurent pas (The Crying Game)
9. Sexe, sexe, sexe (Under Pressure)
10. Surmenage (Got No Time)
11. L'audition (Love on the Rocks)
12. Rita, auteur, compositeur, interprète (I Write the Songs)
13. Histoires de filles (The Girl Is Mine)
14. Cindy, mon amie (Old Friends)
15. Punition (It's My Party)
16. Besoin d'amour (I Can't Make You Love Me)
17. Une chanson pour toi (Get Off Of My Cloud)
18. La collecte (Killer Queen)
19. Et l'amour dans tout ça ? (What's Love Got To Do With It)
20. Rita devient chef (We Can Work It Out)

### Deuxième saison (2009-2010)
1. La surprise (A Change is Gonna Come)
2. La rupture (Breaking Up Is Hard To Do)
3. La promotion (Nothing's Gonna Change My World)
4. Le nouveau boulot d'Owen (Welcome To The Working Week)
5. La routine du mariage (Stuck In The Middle With You)
6. Fille ou garçon ? (The Shape Of Things To Come)
7. Le bassiste (Mr. Bassman)
8. Les parents ont toujours raison (Mommy's Alright, Daddy's Alright)
9. La mode (Vogue)
10. Le fils de Paty (Bad Company)
11. Amitié fragile (Why Can't We Be Friends?)
12. La mère de Rita (Mother and Child Reunion)
13. Entente cordiale (Anchors Aweigh)
14. Fête prénatale (Shower the People)
15. Vielles amours (Is She Really Going Out With Him?)
16. La manipulatrice (Sympathy For the Devil)
17. Chante poulette (Jingle All the Way)
18. Jalousie (The Jealous Kind)
19. J'y vais ou j'y vais pas (Should I Stay or Should I Go?)
20. La Finale ! (Born in The USA)